# قطعنامه ۳۹ شورای امنیت
قطعنامه  ۳۹ شورای امنیت سازمان ملل متحد که در تاریخ ۲۰ ژانویه ۱۹۴۸ تصویب شد، سندی بین‌المللی دربارهٔ مسئلهٔ هند-پاکستان است. این قطعنامه طی نشست ۲۳۰ام با ۹ موافق، ۰ مخالف و ۲ ممتنع تصویب شد.